# گلازین
گلازین (به آلمانی: Glasin) یک شهر در آلمان است که در نوردوست‌مکلنبورگ واقع شده‌است. گلازین ۸۸۹ نفر جمعیت دارد.